# Roman Kukumberg
Roman Kukumberg (* 8. dubna 1980 Bratislava) je slovenský lední hokejista hrající na postu středního útočníka či pravého křídla a reprezentant, který od července 2014 nastupuje za český klub Mountfield HK. Mimo Slovensko působil na klubové úrovni v Kanadě a Rusku. Je ženatý, s manželkou Alexandrou má syny Romana a Alexe.

## Hráčská kariéra
Svoji hokejovou kariéru začal v týmu ŠHK Danubia 96 Bratislava, kde v ročníku 1997/98 debutoval v dresu "áčka" hrajícího tehdy první slovenskou ligu. Po ročním angažmá v mužstvu MHC Nitra, hrál v extralize za Duklu Trenčín, s níž získal v lize stříbrnou i zlatou medaili. V roce 2004 byl draftován jako celkově 113. hráč kanadským klubem Toronto Maple Leafs z NHL, ale nakonec zamířil do ruského týmu CHK Neftěchimik Nižněkamsk ze Superligy. V sezoně 2005/06 nastupoval v AHL za Toronto Marlies. Následně se vrátil na Slovensko do nejvyšší soutěže a vybojoval zde se Slovanem Bratislava během celého svého působení konečné druhé i první místo v lize. V roce 2007 zamířil zpět do Nižněkamsku. Před ročníkem 2008/09 uzavřel dvouletou smlouvu s opcí se Slovanem Bratislava, kam se vrátil po roce a zahrál si s ním i Ligu mistrů IIHF. V letech 2009-2011 působil v KHL a postupně hrál za mužstva HC Lada Togliatti, Ak Bars Kazaň, se kterým jako první Slovák v historii získal Gagarinův pohár, Traktor Čeljabinsk a Amur Chabarovsk. V roce 2012 se podruhé vrátil do Slovanu, se kterým se dohodl na podmínkách ročního kontraktu. Hned v prvním ročníku s ním získal opět ligové prvenství a následně za něj nastupoval dva roky v Kontinentální hokejové lize.

### Mountfield HK
V červenci 2014 se stal hráčem českého extraligového klubu Mountfield HK z Hradce Králové, kde podepsal smlouvu na dva roky. V únoru 2016 uzavřel s týmem nový roční kontrakt s opcí. S Hradcem se představil na konci roku 2016 na přestižním Spenglerově poháru, kde bylo mužstvo nalosováno do Torrianiho skupiny společně s celky HC Lugano (Švýcarsko) a Avtomobilist Jekatěrinburg (Rusko) a skončilo v základní skupině na druhém místě. Ve čtvrtfinále poté vypadlo po prohře 1:5 nad evropským výběrem Kanady. V sezoně 2016/17 s klubem poprvé v jeho historii postoupil v nejvyšší soutěži do semifinále play-off, kde byl tým vyřazen pozdějším mistrem – Kometou Brno v poměru 2:4 na zápasy, ale Kukumberg společně se spoluhráči a trénery získal bronzovou medaili. Ještě v průběhu vyřazovacích bojů vedení v březnu 2017 uplatnilo předkupní právo a prodloužilo s hráčem vzájemnou spolupráci.

## Ocenění a úspěchy
- 2004 SELH – All-Star Tým
- 2007 SELH – All-Star Tým

## Klubové statistiky
| Sezona    | Klub                   | Soutěž              | Základní část | Základní část | Základní část | Základní část | Základní část | Play off | Play off | Play off | Play off | Play off |
| Sezona    | Klub                   | Soutěž              | Z             | G             | A             | B             | TM            | Z        | G        | A        | B        | TM       |
| --------- | ---------------------- | ------------------- | ------------- | ------------- | ------------- | ------------- | ------------- | -------- | -------- | -------- | -------- | -------- |
| 1997/1998 | Danubia 96 Bratislava  | 0 1. slovenská liga | 01            | 0             | 0             | 0             | 0             | —        | —        | —        | —        | —        |
| 1998/1999 | Danubia 96 Bratislava  | 0 1. slovenská liga | 24            | 05            | 05            | 10            | 08            | —        | —        | —        | —        | —        |
| 1999/2000 | MHC Nitra              | 0 1. slovenská liga | 42            | 16            | 14            | 30            | 10            | —        | —        | —        | —        | —        |
| 2000/2001 | Dukla Trenčín          | Slovenská extraliga | 48            | 08            | 09            | 17            | 24            | 03       | 01       | 01       | 02       | 12       |
| 2001/2002 | Dukla Trenčín          | Slovenská extraliga | 46            | 12            | 09            | 21            | 20            | —        | —        | —        | —        | —        |
| 2002/2003 | Dukla Trenčín          | Slovenská extraliga | 53            | 18            | 18            | 36            | 60            | 12       | 06       | 05       | 11       | 12       |
| 2003/2004 | Dukla Trenčín          | Slovenská extraliga | 51            | 16            | 20            | 36            | 93            | 11       | 04       | 08       | 12       | 14       |
| 2004/2005 | Neftěchimik Nižněkamsk | 0000 Superliga      | 55            | 10            | 11            | 21            | 10            | 03       | 0        | 0        | 0        | 04       |
| 2005/2006 | Toronto Marlies        | 000000 AHL          | 54            | 02            | 06            | 08            | 30            | —        | —        | —        | —        | —        |
| 2006/2007 | HC Slovan Bratislava   | Slovenská extraliga | 45            | 12            | 17            | 29            | 62            | 14       | 06       | 09       | 15       | 10       |
| 2007/2008 | Neftěchimik Nižněkamsk | 0000 Superliga      | 11            | 0             | 0             | 0             | 02            | 03       | 0        | 01       | 01       | 02       |
| 2008/2009 | HC Slovan Bratislava   | Slovenská extraliga | 56            | 18            | 39            | 57            | 78            | 12       | 05       | 08       | 13       | 16       |
| 2009/2010 | HC Lada Togliatti      | 000000 KHL          | 49            | 14            | 09            | 23            | 26            | —        | —        | —        | —        | —        |
|           | Ak Bars Kazaň          | 000000 KHL          | 06            | 0             | 01            | 01            | 04            | 20       | 05       | 01       | 06       | 08       |
| 2010/2011 | Traktor Čeljabinsk     | 000000 KHL          | 13            | 02            | 03            | 05            | 08            | —        | —        | —        | —        | —        |
|           | Amur Chabarovsk        | 000000 KHL          | 34            | 06            | 06            | 12            | 04            | —        | —        | —        | —        | —        |
| 2011/2012 | HC Slovan Bratislava   | Slovenská extraliga | 50            | 23            | 20            | 43            | 56            | 16       | 03       | 09       | 12       | 12       |
| 2012/2013 | HC Slovan Bratislava   | 000000 KHL          | 52            | 10            | 11            | 21            | 39            | 04       | 01       | 0        | 01       | 02       |
| 2013/2014 | HC Slovan Bratislava   | 000000 KHL          | 34            | 03            | 02            | 05            | 14            | —        | —        | —        | —        | —        |
| 2014/2015 | Mountfield HK          | 0 Česká extraliga   | 51            | 07            | 14            | 21            | 47            | 04       | 01       | 0        | 01       | 32       |
| 2015/2016 | Mountfield HK          | 0 Česká extraliga   | 40            | 07            | 05            | 12            | 18            | 06       | 01       | 03       | 04       | 04       |
| 2016/2017 | Mountfield HK          | 0 Česká extraliga   | 45            | 12            | 12            | 24            | 08            | 11       | 03       | 01       | 04       | 06       |
| 2017/2018 | Mountfield HK          | 0 Česká extraliga   | 51            | 7             | 7             | 14            | 18            | 12       | 0        | 2        | 2        | 4        |
| 2018/2019 | Mountfield HK          | 0 Česká extraliga   |               |               |               |               |               |          |          |          |          |          |

## Reprezentace

### Mládežnické výběry
| Turnaj             | Místo konání               | Z | G | A | B | TM | Umístění |
| ------------------ | -------------------------- | - | - | - | - | -- | -------- |
| MSJ 2000           | Švédsko (Skellefteå, Umeå) | 7 | 1 | 2 | 3 | 4  | 9. místo |
| Celkem na MSJ (1x) |                            | 7 | 1 | 2 | 3 | 4  |          |

### Seniorská reprezentace
| Turnaj       | Místo konání                           | Z  | G | A | B  | TM | Umístění  | Soupisky         |
| ------------ | -------------------------------------- | -- | - | - | -- | -- | --------- | ---------------- |
| MS 2004      | Česko (Praha, Ostrava)                 | 9  | 0 | 0 | 0  | 2  | 4. místo  | Soupiska MS 2004 |
| MS 2007      | Rusko (Moskva, Mytišči)                | 7  | 1 | 1 | 2  | 8  | 6. místo  | Soupiska MS 2007 |
| MS 2010      | Německo (Kolín nad Rýnem, Mannheim)    | 6  | 0 | 1 | 1  | 0  | 12. místo | Soupiska MS 2010 |
| MS 2013      | Švédsko a Finsko (Stockholm, Helsinky) | 8  | 0 | 7 | 7  | 0  | 8. místo  | Soupiska MS 2013 |
| Celkem na MS |                                        | 30 | 1 | 9 | 10 | 10 |           |                  |